# Louis Béguet
Louis Béguet (ur. 7 grudnia 1894 w Neuf-Mesnil, zm. 2 marca 1983 w Nantes) – francuski sportowiec, lekkoatleta i rugbysta grający w pierwszej linii młyna, olimpijczyk, zdobywca srebrnego medalu w turnieju rugby union na Letnich Igrzyskach Olimpijskich w 1924 roku w Paryżu.

## Kariera sportowa
W trakcie kariery sportowej związany był z klubami Racing Club de France, PUC Paryż oraz Sporting Club Nazairien.
Z reprezentacją Francji zagrał w turnieju rugby union na Letnich Igrzyskach Olimpijskich 1924. Wystąpił w obu meczach tych zawodów, w których Francuzi na Stade de Colombes rozgromili 4 maja Rumunię 61:3, a dwa tygodnie później przegrali z USA 3:17. Wygrywając z Rumunami, lecz przegrywając z USA zajęli w turnieju drugie miejsce zdobywając tym samym srebrne medale igrzysk.
W reprezentacji Francji w latach 1922–1924 rozegrał łącznie 10 spotkań zdobywając 32 punkty.
Startował również w międzynarodowych zawodach lekkoatletycznych, a po zakończeniu kariery sportowej związał się z wojskiem.